# Jacksonville Jaguars 2004
La stagione 2005 dei Jacksonville Jaguars è stata la 10ª della franchigia nella National Football League, la seconda con come capo-allenatore Jack Del Rio. Fu la prima con Byron Leftwich come quarterback titolare che, in una stagione di transizione, aiutò la squadra a risollevarsi dopo tre anni, chiudendo al secondo posto in una sempre competitiva AFC South.

## Scelte nel Draft 2004
| Giro | Scelta | Totale | Nome            | Ruolo            | College        |
| ---- | ------ | ------ | --------------- | ---------------- | -------------- |
| 1    | 9      | 9      | Reggie Williams | Wide Receiver    | Washington     |
| 2    | 7      | 39     | Daryl Smith     | Linebacker       | Georgia Tech   |
| 2    | 23     | 55     | Greg Jones      | Fullback         | Florida State  |
| 3    | 23     | 86     | Jorge Cordova   | Linebacker       | Nevada         |
| 4    | 22     | 118    | Anthony Maddox  | Defensive tackle | Delta State    |
| 4    | 24     | 120    | Ernest Wilford  | Wide Receiver    | Virginia Tech  |
| 5    | 5      | 137    | Josh Scobee     | Kicker           | Louisiana Tech |
| 5    | 18     | 150    | Chris Thompson  | Cornerback       | Nicholls State |
| 5    | 27     | 159    | Sean Bubin      | Offensive tackle | Illinois       |
| 7    | 48     | 249    | Bobby McCray    | Defensive end    | Florida        |

## Calendario

### Stagione regolare
| Stagione regolare |      |           |                       |        |          |
| Dat1              | Ris. | Punteggio | Avversario            | Record | Pubblico |
| 12/9              | V    | 13–10     | at Buffalo Bills      | 1–0    | 72,389   |
| 19/9              | V    | 7–6       | Denver Broncos        | 2–0    | 69,127   |
| 26/9              | V    | 15–12     | at Tennessee Titans   | 3–0    | 68,932   |
| 3/10              | S    | 24–17     | Indianapolis Colts    | 3–1    | 73,114   |
| 10/10             | S    | 34–21     | at San Diego Chargers | 3–2    | 52,101   |
| 17/10             | V    | 22–16     | Kansas City Chiefs    | 4–2    | 66,413   |
| 24/10             | V    | 27–24     | at Indianapolis Colts | 5–2    | 56,615   |
| 31/10             | S    | 20–6      | at Houston Texans     | 5–3    | 70,502   |
| 14/11             | V    | 23–17 DTS | Detroit Lions         | 6–3    | 66,431   |
| 21/11             | S    | 18–15     | Tennessee Titans      | 6–4    | 69,703   |
| 28/11             | S    | 27–16     | at Minnesota Vikings  | 6–5    | 64,004   |
| 5/12              | S    | 17–16     | Pittsburgh Steelers   | 6–6    | 76,877   |
| 12/12             | V    | 22–3      | Chicago Bears         | 7–6    | 67,572   |
| 19/12             | V    | 28–25     | at Green Bay Packers  | 8–6    | 70,437   |
| 26/12             | S    | 21–0      | Houston Texans        | 8–7    | 66,227   |
| 2/1               | V    | 13–6      | at Oakland Raiders    | 9–7    | 41,112   |